# Lluís Fernàndez González
Lluís Fernàndez González   (València, 8 d'agost de 1945) és un director de cinema, escriptor, periodista, crític literari i promotor cultural. Si bé, els seus inicis com a director de cinema, a principis de la Transició espanyola, estan marcats per la creació de curtmetratges molt provocadors, aquests van ser poc coneguts. Van ser projectats en circuits secundaris i undergrounds de València. És conegut, principalment, per la seva obra literària i periodística.

## Obra

### Cinema
Al 1974 va dirigir el curtmetratge La fallera mecànica. És una crítica a les falles de València, i una denúncia a l'apropiació dels símbols per part del regionalisme conservador representat per les elits polítiques de València.
El curtmetratge va ser polèmic tot i la seva poca transcendència. L'any 1976, Ajoblanco va publicar un número especial adreçat a les Falles. L'article d'Amadeu Fabregat, “Art faller: La fallera mecànica”, va ofendre a la dreta regional anticatalanista, els anomenats blavers. En el text, Fabregat criticava la utilització de les festes i les tradicions valencianes per part dels conservadors més retrògrads. El resultat va ser el tancament durant quatre mesos de la revista Ajoblanco.
Durant aquesta mateixa època va filmar dos curtmetratges més, Organon i La xica del búnquer, malgrat no tenir la mateixa repercussió que La fallera mecànica.
L'any 1991, Vicente González Lizondo el fa Director tècnic de la Mostra de València / Cinema del Mediterrani. Càrrec que ocupà fins al 2001. La seva gestió davant la Institució va ser motiu de diverses controvèrsies relacionades amb qüestions de naturalesa econòmica, interferències polítiques i la incorporació de continguts aliens a la Mostra.

### Literatura
A finals dels anys setanta, Lluís Fernàndez escriu el que serà la seva novel·la més coneguda, L'anarquista nu, i l'única que escriurà en llengua catalana. L'anarquista nu va ser editada per Edicions 62 al 1979, i va ser guardonada amb el Premi Prudenci Bertrana en la convocatòria celebrada l'any 1978.
L'anarquista nu és un llibre de caràcter intimista escrit en forma de correspondència. La novel·la comença amb la carta d’un desconegut, que reflexiona sobre la solitud i el desànim vers la vida. L'espai íntim s'alterna amb una ciutat en plena ebullició, el centre del qual és l'Estació del Nord, què viu envoltada d'una comunitat animada per personatges marginals i singulars. Una ciutat d'excés i desordre, que es revela contra la moral de l'època i les conveniències històriques.
L'obra literària posterior a L'anarquista nu, va ser més aviat modesta. Hi destaquen però, dues novel·les editades a Laertes, com Desiderata (1984) i Espejo de amor y lujo el (1992).
Més tard, va reprendre el fil argumental de la seva primera novel·la, L'anarquista nu, amb el text Una prudente distancia, editada per Espasa-Calpe l'any 1998. Roberto Valencia, professor universitari i poeta, es veu enredat en un escàndol sexual a Espanya i decideix instal·lar-se als Estats Units. Vint anys més tard, iniciarà una correspondència amb antics amics i amats, i a través d'ells coneixerà de primera mà els progressos i els problemes que afronta la societat espanyola. 
Així mateix, gràcies a la seva contribució cinematogràfica i periodística, com també l'accés a figures distingides de la vida social i cultura espanyoles, escrigué obres biogràfiques menors com: Isabel Preysler: la divertida biografía de una santa filipina (Temas de hoy, 1991) i Monty Clift: pasión secreta (Laertes, 1989).
Al 2011, publicà dos obres: un catàleg dedicat a la publicitat animada per televisió i cinema, anomenat El Anuncio de la Modernidad: Estudios Moro 1955-1970; i la seva última novel·la fins a la data, titulada Los friquis: Elogio a la caspa. Una lloança als personatges sòrdids i populars sorgits a Espanya a través de la premsa rosa.

### Periodisme
Ha exercit com a periodista i crític literari en alguns dels mitjans de comunicació espanyols i catalans més importants: Canigó, Mundo Diario, La Vanguardia, El Periódico, Las Provincias, Primera Línea, Man, Diario 16 i El País. Des de fa uns anys escriu sobre literatura, cinema i música al diari La Razón. Així mateix, va ser col·laborador habitual rere els micròfons de Ràdio Nacional de Barcelona i, davant de les càmeres, a la Televisió pública de Catalunya (TV3).

## Obres
1. 1979 L'anarquista nu, narrativa (Edicions 62)
2. 1984 Desiderata, narrativa (Editat per Laertes)
3. 1989 Monty Clift: pasion secreta (Editat per Laertes)
4. 1991 Isabel Presley: la divertida biografía de una santa filipina, biografia (Editat per Temas de hoy)
5. 1992 Espejo de amor y lujo, narrativa (Editat per Laertes)
6. 1998 Una prudente distancia (Espasa-Calpe)
7. 2011 El anuncio de la Modernidad: Estudios Moro 1955-1970 (Pentagraf Impressores)
8. 2011 Los friquis: Elogio de la caspa (autoeditat)